# Стрэттон, Хелен
Хе́лен Изобе́л Мэ́нсфилд Рэ́мзи Стрэ́ттон (англ. Helen Isobel Mansfield Ramsey Stratton; 5 апреля 1867, Новгандж, Бунделкханд, Британская Индия — 4 июня 1961, Бат, Сомерсет, Англия, Великобритания) — британская художница и книжный иллюстратор.

## Биография
Хелен Стрэттон — дочь военного хирурга Джона Праудфута Стрэттона (1830—1895) и Джорджины Энн Андерсон, родилась 15 апреля 1867 года в городе Новгандже, в центральной части Британской Индии. Вскоре после рождения дочери отец вышел в отставку, и семья вернулась в Англию, поселившись в городе Бате, на углу площади Хенриетта и улицы Гроув (Henrietta Place, Grove Street, Bath). К 1891 году Хелен переселилась в Лондон, где жила на улице Кромвель (Cromwell Road) в Кенсингтоне и училась в художественной школе. За время учёбы она стала последовательницей модного стиля ар-нуво. После окончания учёбы Хелен осталась в Кессингтоне, и с 1896 года начала работать книжным иллюстратором. В течение многих лет она жила вместе со своей овдовевшей матерью, братьями и сёстрами в доме 113 по Западной улице Абингдон (113 Abingdon Road West). Стрэттон никогда не выходила замуж, и в 1930-х годах вернулась в Бат, где около 30 лет прожила в бунгало на Уидкоумб Хилл (Widcombe Hill). Хелен Стрэттон скончалась 4 июня 1961 года в возрасте 95 лет в доме престарелых Крэн Хилл (Cran Hill Nursing Home).

## Карьера
Как иллюстратор Хелен Стрэттон использует перо и тушь — её изображения воздушны, а композиция оригинальна. Уже в 1896 года Стрэттон становится известна как иллюстратор классических сказок, первый успех приходит после выхода в том же году в свет книги Нормана Гейла «Песенки для малышей». В том же 1896 году журнал The Bookseller писал о ней:
Мисс Стрэттон украсила место над, под и вокруг стихов целой серией изящных изображений.
В 1898 году Стрэттон выполняет 167 иллюстраций для книги Уолтера Дугласа Кэмпбелла «По ту сторону границы». На следующий 1899 год приходится пик карьеры Хелен Стрэттон: она выполняет около четырёхсот выполненных в стиле ар-нуво иллюстраций для богато изданного ин-кварто сборника сказок Ханса Кристиана Андерсена (издательство Джордж Ньюнс).
В тот же год художница участвует ещё в одном серьёзном проекте: совместно со знаменитым Уильямом Хитом Робинсоном и тремя другими иллюстраторами (А. Д. Маккормиком, А. Л. Дэвисом и А. Е. Норбури) Стрэттон выполняет несколько сотен иллюстраций для сказок Тысячи и одной ночи — сперва они выходят отдельными тетрадями, а затем переиздаются в крупноформатных томах ин-кварто.
Стрэттон стала известна за свои перьевые чёрно-белые иллюстрации, но со временем она также переняла технику цветной акварели. Среди наиболее заметных работ в этой технике можно назвать «Героические легенды» Х. С. Хербертсона (1908) и «Книгу мифов» Джин Ланг (1915). Её иллюстрации к книгам Джорджа Макдональда «Принцесса и гоблин» и «Принцесса и Курди» стали особенно популярны и выдержали несколько переизданий.
Стрэттон активно занималась книжной иллюстрацией вплоть до 1920-х годов, после чего ушла на покой — занималась живописью и рисованием портретов в своё удовольствие.

## Галерея

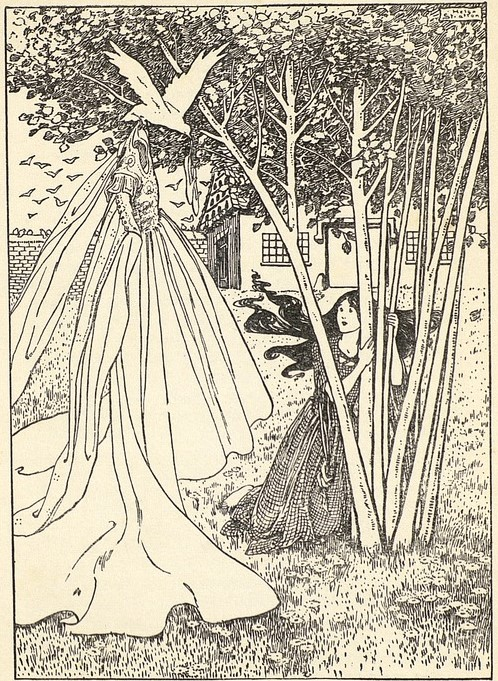
Ханс Кристиан Андерсен. «Золушка»
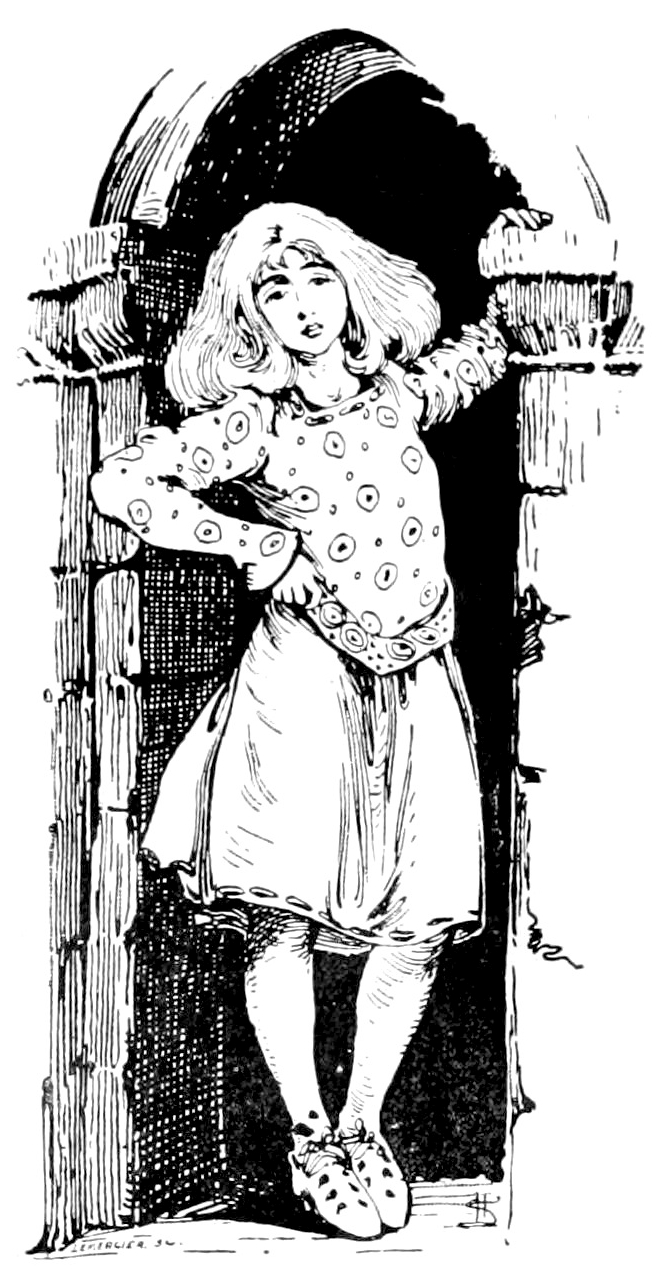
Ханс Кристиан Андерсен. «Красные башмачки»
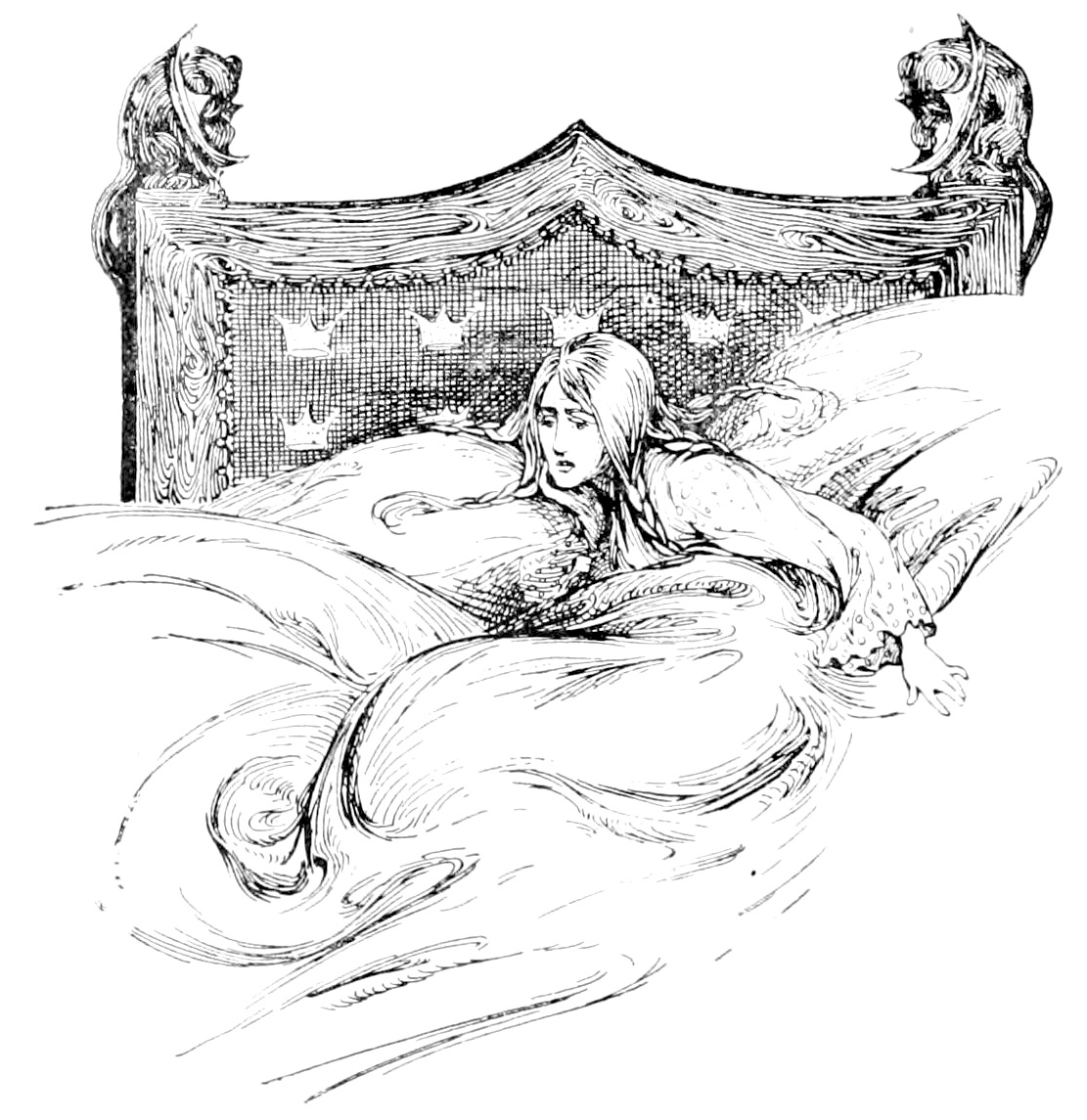
Ханс Кристиан Андерсен. «Принцесса на горошине»
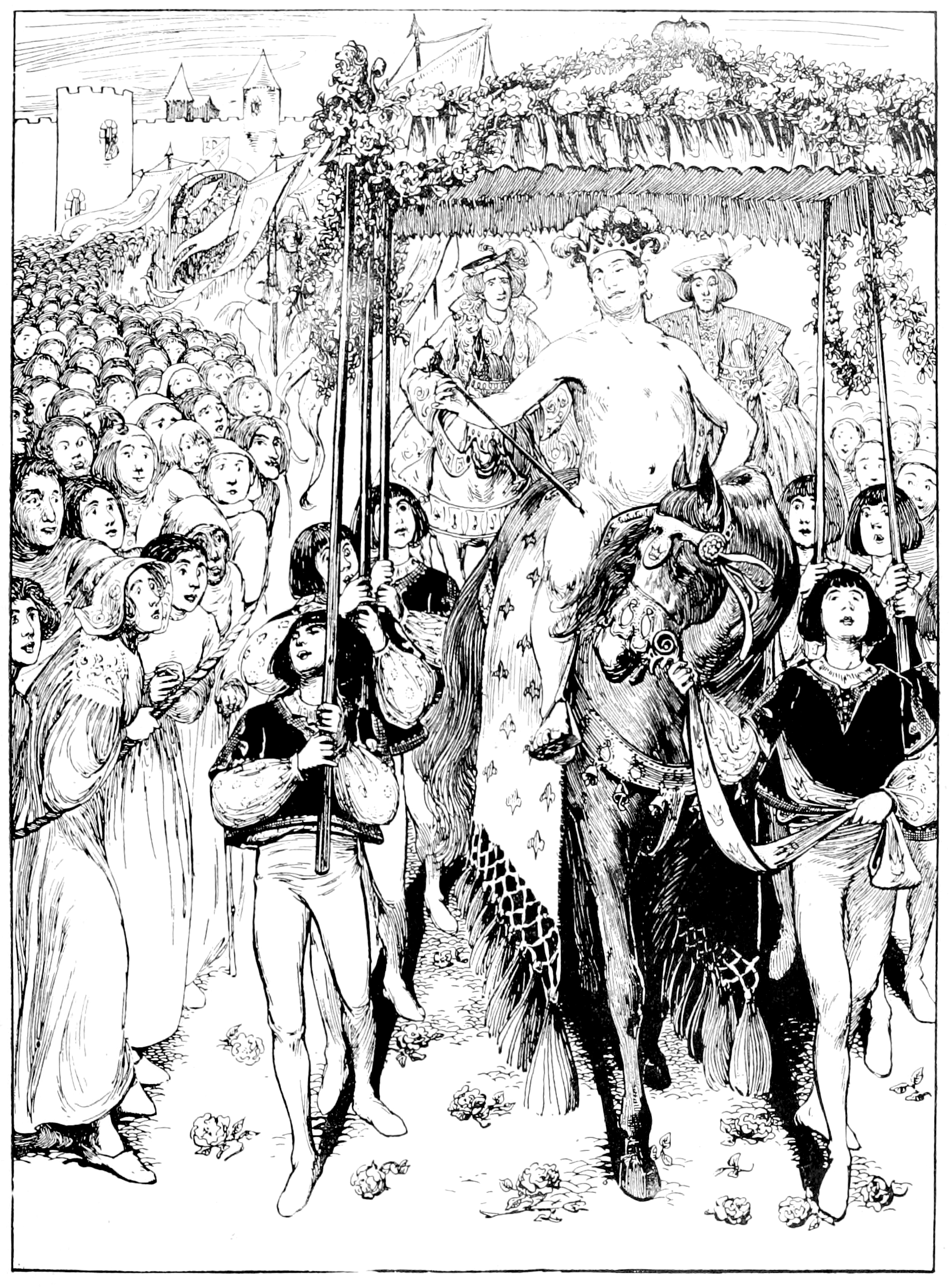
Ханс Кристиан Андерсен. «Новое платье короля»
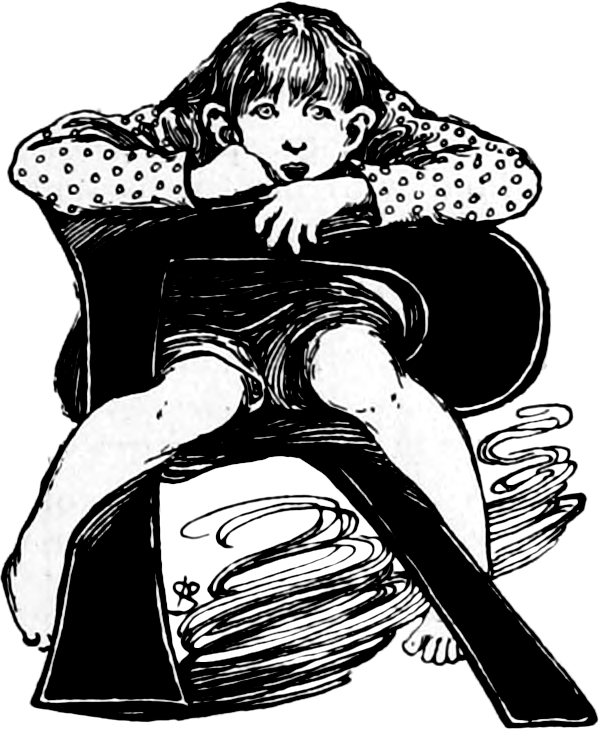
Буквица для книги сказок Ханса Кристиана Андерсена
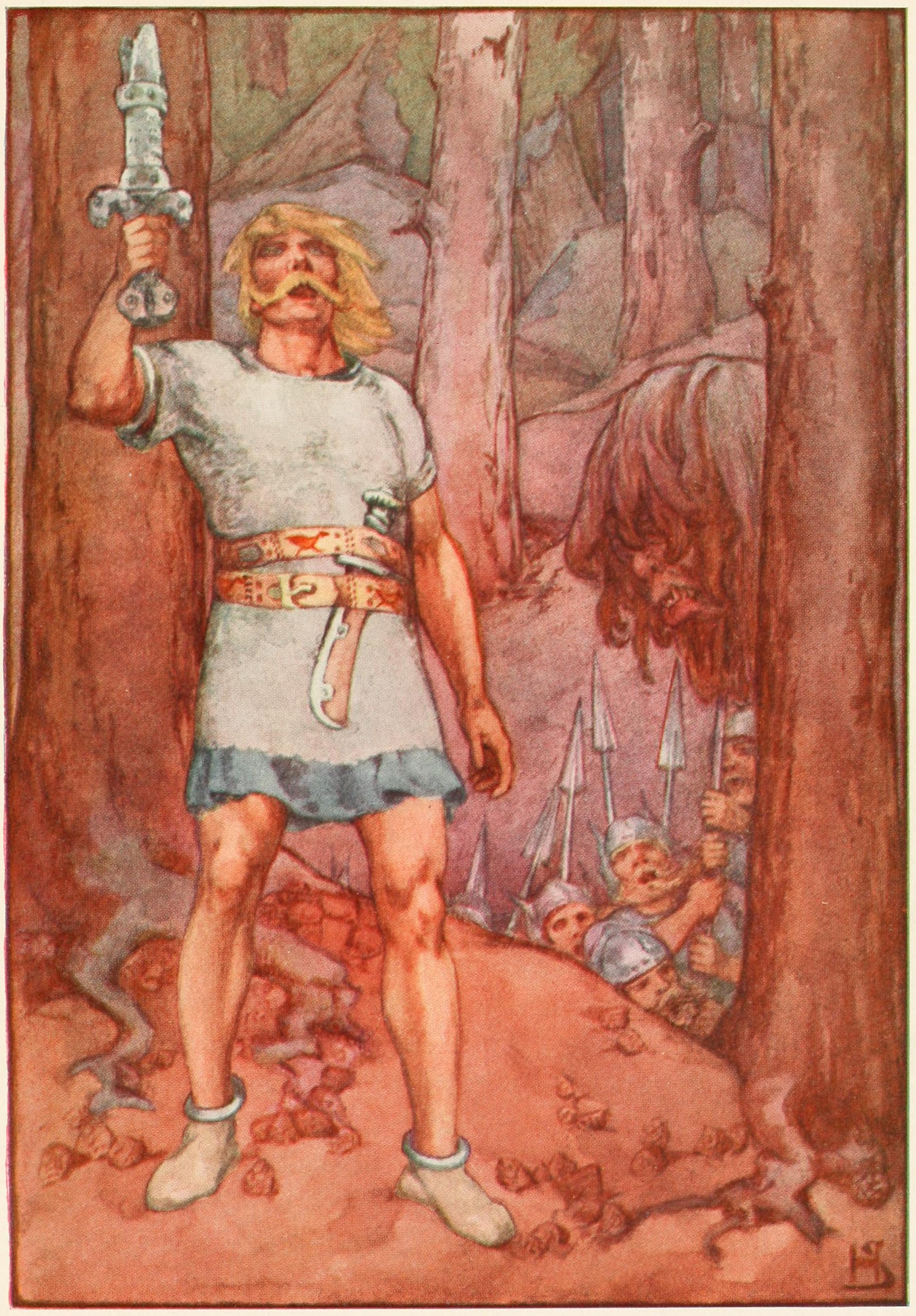
Книга мифов. Беовульф
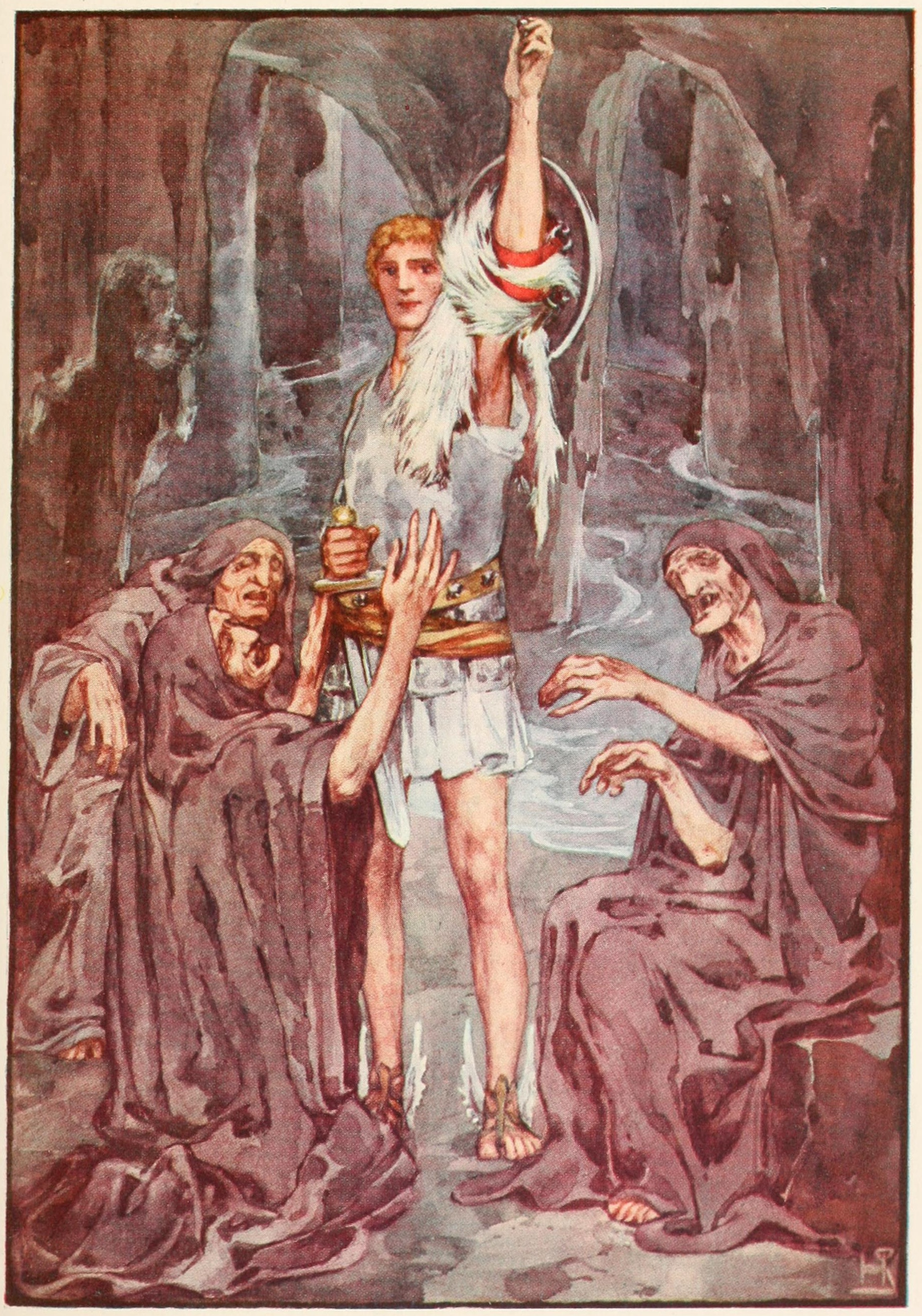
Книга мифов. Персей
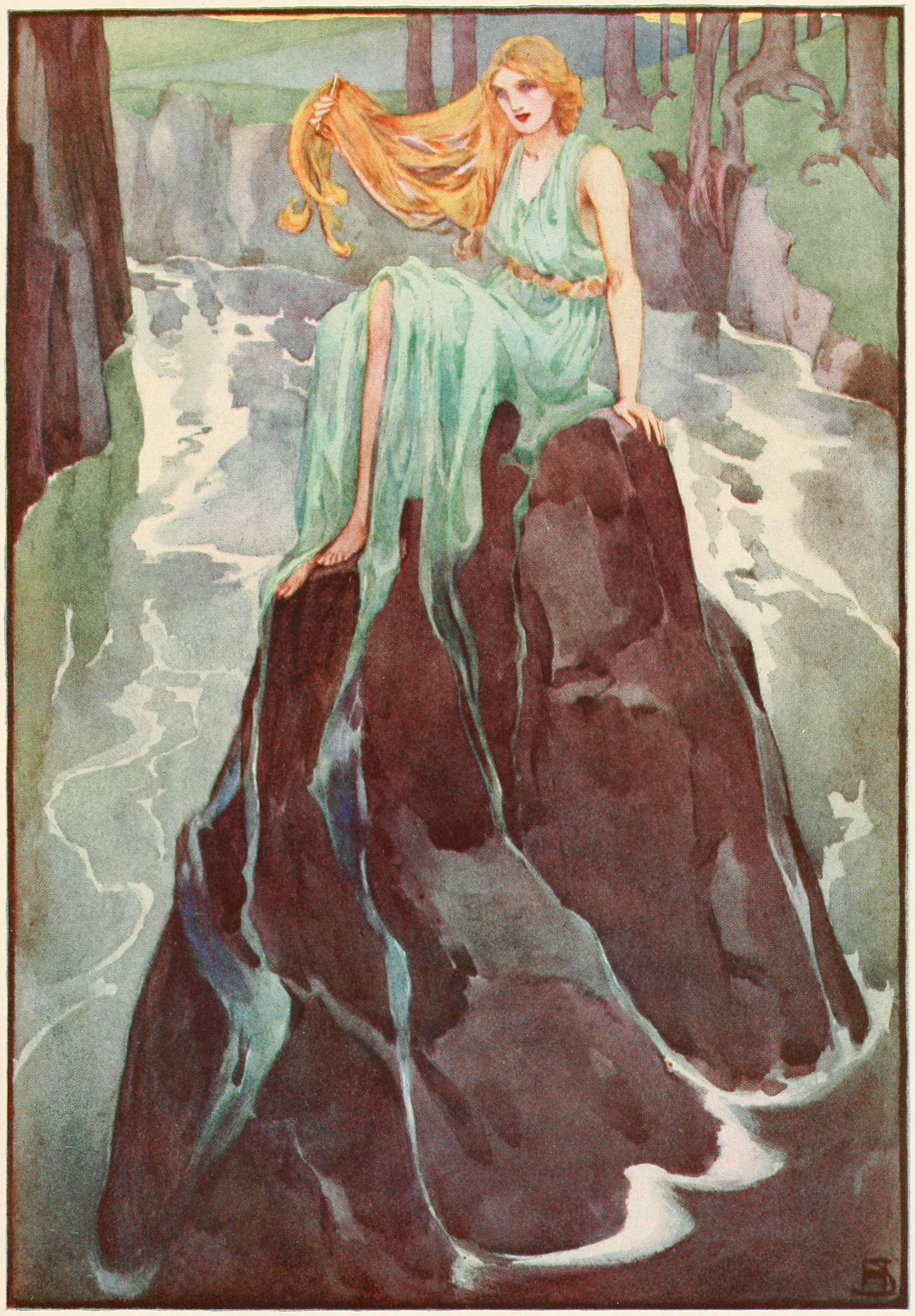
Книга мифов. Лорелея
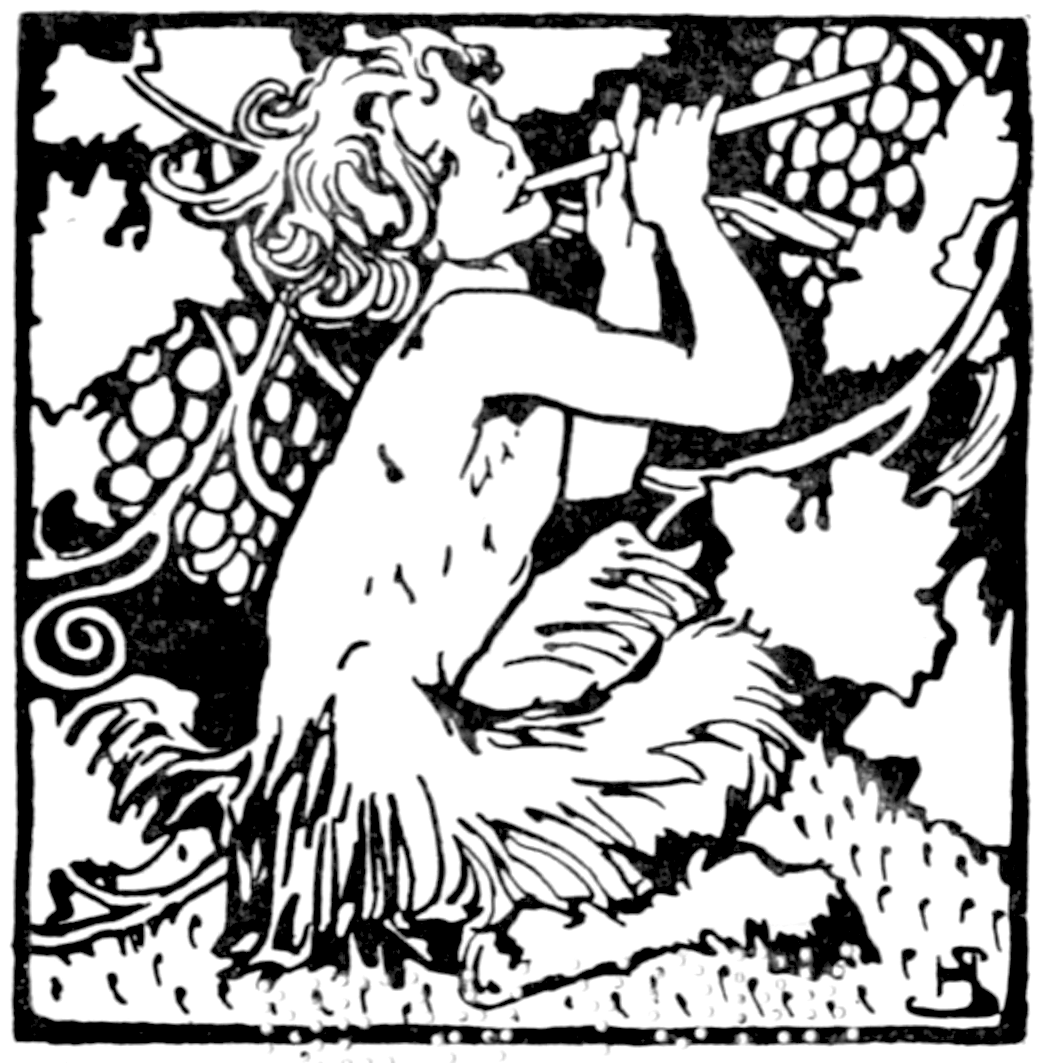
Книга мифов. Иллюстрация для титульной страницы
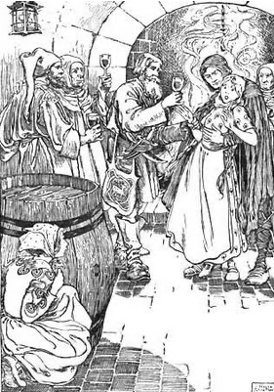
Братья Гримм. Жених-разбойник
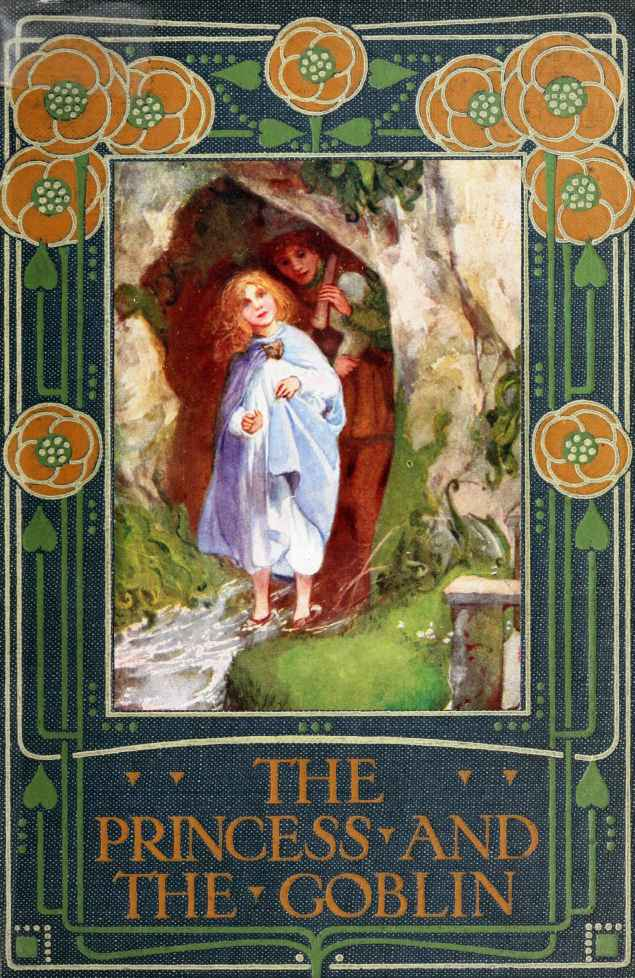
Джордж Макдональд. Принцесса и гоблин. Переплёт